# Edouard Drumont

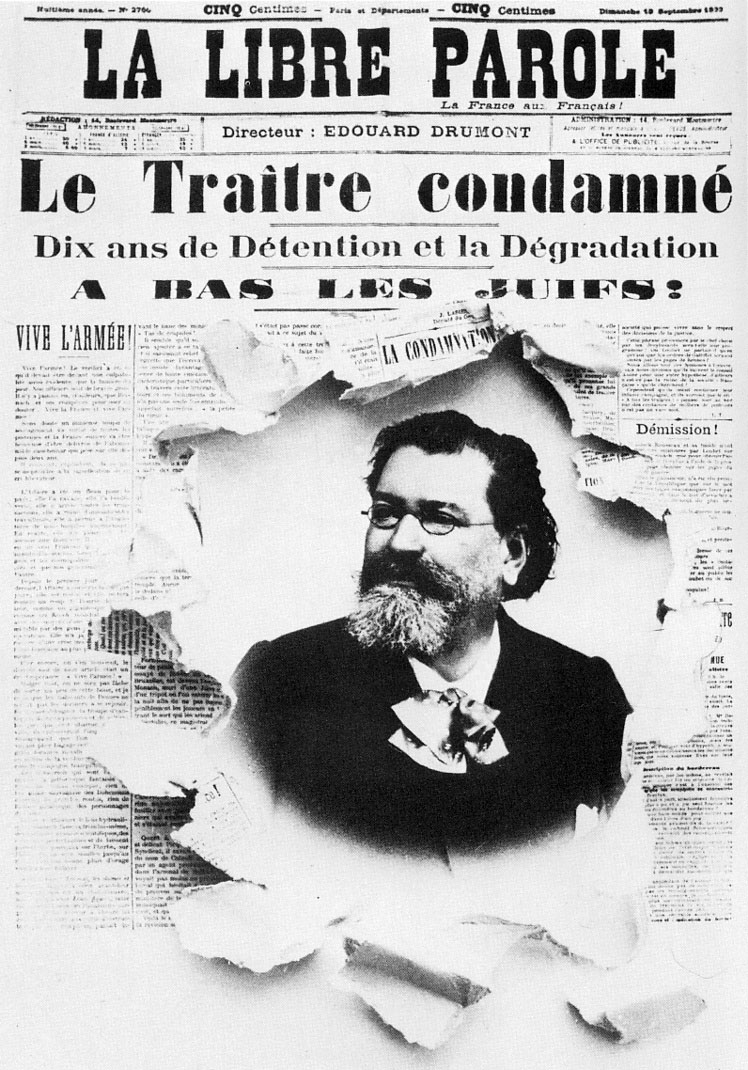
Édouard Drumont, collage amb el periòdic antisemita que fundà La Libre Parole del 10 de setembre de 1899

Édouard Adolphe Drumont (3 de maig de 1844 – 5 de febrer de 1917) va ser un escriptor i periodista francès conegut sobretot pel seu antisemitisme.

## Biografia
Drumont va néixer a París, provenia d'una família de pintors de porcellana originaris de Lilla. Als disset any el seu pare morí.
Treballà primer com a treballador del govern, però després va col·laborar a la premsa i escrigué diverses obres com la de Mon vieux Paris (1879) la qual va rebre un premi de l'Acadèmia francesa.
El llibre de Drumont de 1986 La France Juive (La França jueva) ataca el paper dels jueus a França i proposa la seva exclusió de la societat. El 1892 Drumont fundà el periòdic La Libre Parole que va ser una plataforma de l'antisemitisme virulent.
De 1898 a 1902 Édouard Drumont representà Alger en la cambra de diputats francesa.
Les seves idees després varen ser recollides pel nazisme. Explotà el tema dels escàndals del canal de Panamà i arribà al cim de notorietat durant l'Afer Dreyfus, en el qual va ser un acusador d'Alfred Dreyfus.
Pels seus articles del tema de l'escàndol del canal de Panamà va ser condemnat a tres mesos de presó, després es va retirar a Brussel·les i el 1898 tornà a França on va ser elegit diputat per Alger.

## Obra
- La fin d'un monde (1888)
- Dernière battaille (1890)
- Testament d'un antisémite (1891)
- Secret de fourmies (1892)
- De l'or, de la boue, du sang - Du Panama á l'anarchie (1896), dealing with the Panama scandals
- Les Juifs et l'affaire Dreyfus (1899)
- Vieux portraits, vieux cadres (1900)

### La France juive
Aquest llibre va tenir 200 reimpressions fins a l'any 1945.

## Publicacions
- Stéphane Arnoulin, M. Edouard Drumont et les Jésuites (Paris, 1902)